# Sarah Douglas (velejadora)
Sarah Douglas (21 de janeiro de 1994) é uma velejadora canadense que foi campeã dos Jogos Pan-Americanos de 2019 na categoria Laser radial em Lima, no Peru.

## Trajetória esportiva
Douglas começou a velejar aos sete anos de idade em Barbados e disputou seu primeiro Campeonato Mundial aos 10 anos, na classe optimist. Ela ficou no sexto lugar no Campeonato Mundial de Vela de 2018, conquistando a vaga para Jogos Olímpicos de Verão de 2020, em Tóquio. Nascida em Burlington, Ontário, Douglas estudou Bacharelado em Comércio na  Universidade de Guelph. Atualmente, ela reside em Toronto.